# دكتور هو
دكتور هو (بالإنجليزية: Doctor Who) مسلسل بريطاني من إنتاج شركة بي بي سي. دخل موسوعة غينيس للأرقام القياسية من حيث طول عدد الحلقات. عُرض في نسخته الأصلية بين عامي 1963 و1989، ثم عرض مرة أخرى من 2005 وحتى الآن. القصة تدور حول شخصية الدكتور، سيد زمن أو تايم لورد (بالإنجليزية: Time Lord) من كوكب جاليفري (بالإنجليزية: Gallifrey) وهو مجهول الاسم يدعي بكنية الدكتور الذي يتجول عبر الزمان والمكان بصحبة عدد من المرافقين بواسطة مركبته التي تسمى تارديس (بالإنجليزية: TARDIS) المموهة على شكل "كابينة تليفون للإتصال بالشرطة".
السلسلة لها أهمية في الثقافة الشعبية البريطانية، وأيضا يشاهد المسلسل من عدة أماكن في العالم. أثر المسلسل على أجيال الطاقم التلفزيوني البريطاني، الذين كبروا على مشاهدة دكتور هو. عرضت السلسلة الأصلية بين عامي 1963 و1989. كانت هناك محاولة فاشلة لإعادة إنتاج المسلسل في عام 1996 على شكل حلقة تجريبية بإنتاج فيلم بعنوان دكتور هو. في عام 2005 تم أعيد إطلاق المسلسل، ومنذ ذلك الوقت يتم إنتاجه في استوديوهات بي بي سي ويلز في كارديف. للسلسلة عديد من الملحقات حيث تشمل هذه الملحقات: القصص المصورة، الافلام، الروايات، المسرحيات الصوتية والمسلسلات التلفزيونية مثل تورشوود (2006 - 2011) ، مغامرات سارة جين (2007 - 2011) ، كاي.9 (2009-2010)، كلاس (2016) .
أدى 15 ممثلا شخصية الدكتور. تم كتابة فكرة التحول من شخص لآخر في إحدى الحلقات بطريقة تجديد شكل الدكتور إلى شكل جديد في عام 1966 كي تتمكن السلسلة مواصلا العرض بعد ترك المؤدي الأصلي لشخصية الدكتور ويليام هارتنيل السلسلة بسبب مرضه الشديد . الطريقة هي أن الدكتور يأخذ الهيئة الجديدة للتعافي من إصابة خطيرة إلخ ، كي تعود الشخصية نفسها إحالتها الطبيعية بعد أن تضرر الدكتور من كثرة السفر عبر الزمن . في كل مرة يختلف الممثل ، ولكن كل موسم الذي يؤدي فيه نفس الممثل تمثل الحياة الخاصة لنفس الشخصية على سرد واحد . ميزة السفر عبر الزمن هي أن الممثلين الذين يبقوا أن أدوا دور الدكتور سيجتمع في بعض الأحيان . الممثل الحالي لشخصية الدكتور هو ديفيد تينانت ، أخذ الدور في حلقة The Power of the Doctor (قوة الدكتور) عوض جودي ويتاكر حيث عرفت الحلقة عودة الممثل الذي أدى سابقا دور الدكتور العاشر إلى المسلسل ليِِؤدي دور الدكتور الرابع عشر في الحلقات الخاصة بالسنوية الـ60 للمسلسل. وقد تم الإعلان أيضا عن نيكوتي غاتوا خلفا له ليؤدي دور الدكتور الخامس عشر.
عرضت النسخة العربية للموسم الثامن للمسلسل على قناة تلفزيون ج منذ بداية 2015 والتاسع في منتصف 2017 ، حيث القناة بدأت في عرض السلسلة في عام 2013 ابتداء من الموسم الخامس. النسخة الإنجليزية يعرض في الشرق الأوسط على قناة بي بي سي إنترتينمنت المتوفرة عبر خدمة شبكة أو إس أن.

## تاريخ

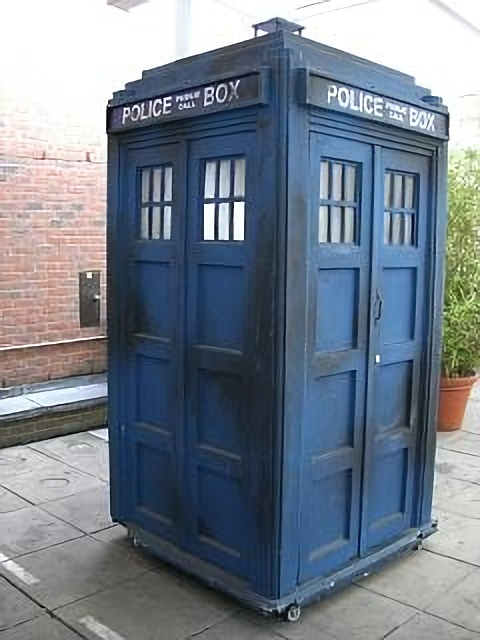
صورة لمركبة التارديس

ظهرت أول حلقة من حلقات مسلسل دكتور هو على الساعة 17:16:20، بعد 80 ثانية من الموعد المبرمج، 17:15:00، من يوم 23 نوفمبر 1963، على قناة البي بي سي وان. كان مسلسل دكتور هو، يعرض على هيئة حلقات أسبوعية، مدة كل منها 25 دقيقة من البث المستمر. نجمة الدراما، الكندية سيدني نيومان، تولت مسؤولية إدارة تطوير المسلسل، مع رفيقيها دونالد ويلسون وسي.ايه. ويبر، بينما اقتصر دور كل من الكاتب أنثوني كوبورن، والقَصَصي دافيد وايتايكر، والمنتج فيريتي لامبرت، على مهمة إعداد المواسم الأخرى، بعد نجاح الموسم الأول.
في الحادي والثلاثين من شهر يوليو من العام 1963، كلف وايتاكر، تيري نايشون، بكتابة قصة تحت عنوان: (بالإنجليزية: The Mutants). كتبت القصة الأصلية على أن كائنات الداليك (بالإنجليزية: The Daleks) و التال (بالإنجليزية: The Thals)، وقعا ناجيين، بعد كارثة قنبلة نيوترونية، لكن لاحقاً، غير ناشون سياق القصة حيث أصبحت كائنات الداليك نسلاً وحضارة كبيرة امتدت عبر ملايين النجوم والكواكب.
تم عرض مسلسل دكتور هو بعد ذلك على 26 موسماً على قناة بي بي سي وان، ولكن بعد متابعة نسبة المشاهدة، لوحظ انخفاض في عدد المشاهدين، وبالتالي انخفاض الأرباح. عندها قرر جوناثان باول، منتج مسلسلات، إيقاف إنتاج وعرض المسلسل، سنة 1989.
فكرت البي بي سي في أنها قد تجد شركة إنتاج مستقلة لإعادة بث المسلسل. فيليب سيغال، محترف إنتاج بريطاني عمل في شركة كولومبيا للتصوير، ساعد البي بي سي على إتمام إنجاز عمليات تصوير الجزء 26، من الحلقات الكلاسيكية، في يوليو عام 1989.
أدت أفكار سيغال إلى تصوير فيلم دكتور هو، الذي عرض على قنوات شبكة فوكس، سنة 1996، بشراكة بين يونيفرسال بيكتشرز، والبي بي سي العالمية. لاقى هذا الفيلم استحساناً من لدن المشاهدين البريطانيين، حيث شاهده 9.100.000 في المملكة المتحدة، وأقل من ذلك في الولايات المتحدة الأمريكية، مع ذلك لم يتم إنتاج مواسم أو أجزاء.
أخيراً، عاد مسلسل الدكتور هو، بحلقة روز (بالإنجليزية: Rose)، على قناة بي بي سي وان يوم 26 مارس من العام 2005.
ثم بعدها تم تصوير ثمانية أجزاء بين 2006 و2008، وما بين 2010 و2014، بينما لم يتم تصوير أي جزء سنة 2009. وقد كانت العادة أن تبث حلقة خاصة بأيام عيد الميلاد، منذ سنة 2005، سنة عودة المسلسل، و أربع حلقات أخرى خاصة حيث كان تينانت هو الدكتور.
في 2010، عين ستيفن موفات دافيس على أنه رئيس تحرير، ومنتج منفذ.
كانت نسخة 2005 من مسلسل الدكتور هو، تكميلة بالنسبة إلى المواسم 1963-1989، والفيلم التلفزيوني المعروض سنة 1996. تم بيع البرنامج إلى عدة قنوات قامت بترجمته إلى لغتها الأصلية، كنسخة اللغة العربية من الموسم السابع من حلقات إعادة الإحياء، حيث قامت قناة تلفزيون ج بترجمته وعرضه.

### حلقات ضائعة
بين 1964 و 1973، دمرت الكثير من الأسطوانات التي كانت مخزنة في أرشيف البي بي سي. الأسطوانات، التي كانت تعرض بتقنية ال405 خط، رميت بعد تحويل تقنية عرض برامج بي بي سي من التقنية القديمة إلى تقنية إشارة ال605 خط (بالإنجليزية: 625-line signal)، في خطة للبي بي سي تحول فيها عرض برامجها المبثة بالألوان، عوض الأبيض والأسود، التقنية السائدة آنذاك.
بعد التحول من تقنية الأسود والأبيض إلى البث بالألوان، ضاعت عدة أسطوانات من الأرشيف الخاص بحلقات دكتور هو القديمة، مثَّل دور الدكتور فيها كل من: ويليام هارتنيل و باتريك تراوتون.
في خلاصة الأمر، 97 من أصل 253 حلقة من مواسم الست سنوات الأولى، لا تتواجد في الأرشيف، (ضاعت أكثر الحلقات في الموسم 3، 4، و5، حيث اختفت 79 من 97 حلقة ضائعة).
ولكن كل حلقات الدكتور هو لسنة 1972 موجودة الآن بالأرشيف الخاص لبي بي سي.

## الأدوار

### الدكتور
يعرف دور الدكتور دوماً في هذا المسلسل بالعجيب. كان الدكتور يعرف (في بدايات المسلسل) على أنه مسافر فضائي بمركبته التارديس TARDIS، في الزمان، وهو عبقري، ذكي، متفهم عقلاني، يحارب الظلم ليعم السلام والعدل جميع أنحاء المجرات. تعني كلمة التارديس: المركبة الفضائية المتنقلة بين الأبعاد المرتبطة والزمان في الفضاء. دخلت كلمة TARDIS معجم أكسفورد الإنجليزي البريطاني.
أدخل المنتجون عبارة التجدد (بالإنجليزية: regeneration) ليتمكنوا من تغيير ممثلي الدكتور في نفس الحلقة. كان أول من مثل هذه الظاهرة الممثل ويليام هارتنيل، سماه الدكتور هارتنيل "التجدد" بينما سماه الدكتور الثاني "تغيير الظهور". فعندما تتغير القصة (الموسم)، يتعلق التجدد بتغير ماض، حاضر ومستقبل الدكتور.
في موسمي "المجازفة القاتلة" ، و"موت غير محقق لماودرين" وفيلم 1996، أدى تجدد الدكتور 13 مرة بدل 12، إلى اعتقاد الجمهور أن هناك 13 دكتوراً. لكن في الحقيقة الدكتور الذي ظهر في الفيلم هو نفسه الممثل بالحلقات السابقة للمواسم الآخرى، لكن بممثل آخر غير باتريك تراوتون، الدكتور الثاني.
كانت حلقة "قوة الدكتور" ، آخر حلقة حدث فيها التجدد، حيث تحولت الدكتور جودي ويتاكر إلى ديفيد تينانت تمهيدا للحلقات الخاصة بالعام 60 منذ بداية عرض المسلسل.

#### مؤديي دور الدكتور
| اسم ممثل الدكتور الحقيقي | ترجمة للعربية     | الرقم الترتيبي      | سنوات الظهور |
| ------------------------ | ----------------- | ------------------- | ------------ |
| William Hartnell         | ويليام هارتنيل    | الدكتور الأول       | 1963–1966    |
| Patrick Troughton        | باتريك تروتون     | الدكتور الثاني      | 1966–1969    |
| Jon Pertwee              | جون بيرتوي        | الدكتور الثالث      | 1970–1974    |
| Tom Baker                | توم بيكر          | الدكتور الرابع      | 1974–1981    |
| Peter Davison            | بيتر دافيسون      | الدكتور الخامس      | 1982–1984    |
| Colin Baker              | كولين بيكر        | الدكتور السادس      | 1984–1986    |
| Sylvester McCoy          | سيلفستر مكوي      | الدكتور السابع      | 1986–1988    |
| Paul McGann              | بول مكغان         | الدكتور الثامن      | 1996         |
| Christopher Eccleston    | كريستوفر إكليستون | الدكتور التاسع      | 2005         |
| David Tennant            | ديفيد تينانت      | الدكتور العاشر      | 2005–2010    |
| Matt Smith               | مات سميث          | الدكتور الحادي عشر  | 2010–2013    |
| Peter Capaldi            | بيتر كابالدي      | الدكتور الثاني عشر  | 2014– 2017   |
| Jodie Whittaker          | جودي ويتاكر       | الدكتوره الثالث عشر | 2018 – 2022  |
| David Tennant            | ديفيد تينانت      | الدكتور الرابع عشر  | 2023         |
| Ncuti Gatwa              | نيكوتي غاتوا      | الدكتور الخامس عشر  | 2023 - الآن  |

### المرافقون
المرافقون مجموعة من الناس (بشريون)، يرافقون الدكتور في مهماته لإنقاذ الكون. بدأ تمثيل الدور مع بدايات المسلسل سنة 1963.
كانت أول مرافقة للدكتور سوزان فورمان (كارول آن فورد)، أخته الكبرى غير الشقيقة، ومعلماها؛ باربارا رايت (جاكلين هيل) وإيان تشيستيرتون (ويليام روسيل).
السلسلة الوحيدة من باقي المواسم، حيث يسافر الدكتور وحده هي "المجر القاتل". أهم مرافقي الدكتور كانوا رومانا (ماري تام)، وسارة جاين سميث (إليزابيث سلايدن)، وجو غرانت (كاتي مانينغ).
من أهم ما لوحظ من خلال شخصية المرافق أنها كثيرة السؤال، تطلب دائماً أن تسافر مع الدكتور في رحلة جديدة نحو المجهول. كثيراً ما يجد الدكتور الكثير من الرفاق، وكثيراً ما يخسرهم بسبب عودتهم للمنزل أو يجدون أسباباً أخرى. أكثر المرافقين من البشر، وأحياناً ما يكونون فضائيين أشباهَ البَشَر.
منذ حلقات إعادة الإحياء (2005)، يسافر الدكتور مع رفاق أساساً من النساء، حيث أنها تتكلم أكثر من الدكتور حتى. وصف ستيفن موفات المرافق على أنه" الشخصية الأساسية" للمسلسل، وليس الدكتور، حيث أن كل "قصة" (مَيِّزْ عن موسم) تبدأ بمرافق جديد. وهذا يعني أن المرافقين أكثر تغييراً في المسلسل من الدكتور.
كان المرافقون الأساسيون للدكتور التاسع والعاشر هم:
| مرافقو الدكتورَيْن التاسع والعاشر الأساسيِّين | مرافقو الدكتورَيْن التاسع والعاشر الأساسيِّين |
| اسم المرافق                               | اسم الممثل الحقيقي                        |
| ----------------------------------------- | ----------------------------------------- |
| روز تايلر                                 | بيلي بيبر                                 |
| مارثا جونز                                | فريما أيغمان                              |
| دونا نوبل                                 | كاثرين تايت                               |
| مرافقو الدكتورَيْن التاسع والعاشر الثانويِين |                                           |
| اسم المرافق                               | اسم الممثل الحقيقي                        |
| ميكي سميث                                 | نويل كلارك                                |
| جاكي تايلر                                | كاميل كودوري                              |
| جاك هاركنيس                               | جون بارومان                               |
| مصدر:                                     |                                           |

أصبح الدكتور الحادي عشر (مات سميث)، أول دكتور يسافر مع زوجين، أميليا بوند (كارين جيلان) وروري ويليامز (أرثر دارفيل)، بالإضافة إلى ريفر سونغ (أليكس كينغستون)، وكلارا أوزوالد (جينا كولمان).

### الأعداء
عندما تولت سيدني نيومان تحضير الحلقات، لم ترد خصيصاً وضع شخصية الوحش ذو العين الواحدة، في هي هذه السلسلة من الخيال العلمي. لكن رغم هذا أصبحت شعبية شخصيات الوحوش كبيرة، حتى منذ بدايات المسلسل.
مع حلقات مواسم إعادة الإحياء (2005)، وجه المنتج روسيل دافيس
انتباهه إلى الأيقونات الثقافية لمسلسل الدكتور هو فأنشأ شخصيات كائنات الداليك في الموسم 1 من مواسم إعادة الإحياء، السايبرمان في الموسم 2، الماكرا والماسترز في الموسم 3، كائنات السونتار وكائنات الدافروس. بعد نجاح روسيل دافيس، قرر ستيفن موفات أن يضيف كائنات السيلوريانز في الموسم 5، السايبرماتز في الموسم 6، والكائنات الخارقة الذكاء والمحاربين الثلجيين، الزايغون في حلقة "ذكرى مرور 50 عاماً"الخاصة. منذ عودته سنة 2005، أدخل المسلسل فضائيين هم: السلايدنز، الراكساكوريكوفالاباتوريانز (بالإنجليزية: The Raxacoricofallapatorians)، الأوودز، الجُدوُن، الصّمْت.

#### كائنات الداليك
كائنات الداليك، التي كانت أول كائنات ظهرت في المسلسل سنة 1963،  كائنات عدوانية تكره الدكتور. الداليك هم من الكاليد، من كوكب سكارو، المصنفة من قِبل العالم دافروس، تسكن داخل آلة ميكانيكية شبيهة بالدبابة قادرة على الحركة. المخلوقات الحالية (التي تسكن الآلات "الدبابات") تشبه إلى حد ما أخطبوطات ذات دماغ ناطق. لديهم عين واحدة تمكنهم من الإبصار. أصوات كائنات الداليك الآلية تمكنها من التحدث مع الكائنات من أجناس أخرى. الدكتور عدو لذوذ لها، تكرهه وتخطط لتحاول تدميره، لكن الدكتور ينجو من أفعالهم الشنيعة الشريرة.
اخترعت كائنات الداليك من طرف الكاتب تيري ناشون، حيث بدأ تأدية هذا الدور سنة 1963، وربما 1964، في السلسلة الثانية، حيث كانت أنذاك، بالإضافة إلى الدكتور، أشهر شخصيات مسلسل الدكتور هو. في حلقة Asylum of the Daleks لسنة 2012، تم عرض كل أنواع كائنات الداليك
.

#### السايبرمان
السايبرمان، كائنات من أشباه البشر قدموا من الكوكب التوأم للأرض، كوكب مونداس (بالإنجليزية: Mondas). أصبحوا بعد ذلك من السايبورغ، بسبب قواهم الذهنية والحسابية، فسكنوا كوكباً جديداً لهم، تالوس بعد انهيار كوكبهم القديم. هذه الكائنات تسمي الدكتور هو بالوحش.
في مواسم 2006، ظهرت بالمسلسل نوعية جديدة من السايبرمان. اخترعت هذه السايبرمانات السيبوسية، في بعد مواز من طرف المخترع جون لوميك، حيث حاولت هذه الكائنات المحافظو على حياة البشري، حيث زرعوا أدمغتهم في أجسام حديدية، ليرسلو أشيائهم باستعمال شبكة الجوال، ويضعوها في رقائق إلكترونية.

#### الماستر
الماستر هو أشد أعداء الدكتور، بحيث أنه سيد زمان (مثل الدكتور هو) يحاول قيادة العالم. كان أول ظهور للشخصية عام 1971. يتميز الماستر بمزايا مثل الدكتور، حيث أنه قادر على التجدد. كان أول ممثل لدور الماستر هو روجر ديلغادو، حيث مثل الدور إلى أن وافته المنية سنة 1973. ثم تبعه بيتر برات، وجيوفري بيفرز، وأنطوني أينلي، حيث كان آخر مؤَدٍّ للدور سنة 1989. يعود دور الماستر في فيلم الدكتور هو سنة 1996، فقام بتأدية الدور الممثل إريك روبرتز.
في مواسم إعادة الإحياء منذ سنة 2005، يعود دور الماستر مع الممثل ديريك جاكوبي، سنة 2007 في حلقة أوتوبيا، ثم تبعه جون سيم الذي مثل الدور عدة مرات زمن الدكتور العاشر؛ دايفيد تينانت.
في حلقة الماء الأسود، المبثة سنة 2014، أصبح الماستر بدور امرأة، أصبحت بدورها حاكمة زمان، اسمها ميسي، اختصاراً لاسم Mistress بمعنى السيدة، الاسم المؤنث لMaster. مُثِّلَ هذا الدور من قِبل ميتشيل غوميز.

## موسيقى

### موسيقى الجنيريك
موسيقى الجنيريك بالنسبة لمسلسل الدكتور هو، كانت من أوائل النغمات الإلكترونية التلفزية، كانت من الموسيقى التي يمكن للمتابع تذكّّّّّرها بسهولة حتى يعرف أن مسلسل الدكتور هو، هو الذي بدأ.
اخترعت النغمة الأصلية على يد داليا ديربيشاير ورون غراينر لمعمل البي بي سي الصوتي، بمساعدة من ديك ميلز. تم استعمال النغمة الكلاسيكية إلى غاية الموسم 17. (1979-1980). كان ينظر إليها على أنها قطعة موسيقية تصلح فقط لغرض تجاري.
فرق كبير أحدثه بيتر هاول على النغمة فجددها للموسم 18(1980)، ثم دومينيك غلاين لحلقة ثلاثي التايم لورد للموسم 23 (1986)، وبعده كيف ماككولوش للموسم 24 (1987) حيث الدكتور السابع. منتج الموسيقى الأمريكي جون ديبني، أحدث تغييراً لنغمة رون غراينر الأصلية من أجل فيلم الدكتور هو سنة 1996.
لمواسم إعادة الإحياء لسنة 2005، أصبح موراي غولد المنتج الموسيقي للمسلسل، حيث أضيف جنيريكه منذ حلقة عيد الميلاد الخاصة "غزو الميلاد". تغيير جديد للجنريك، أحدثه غولد، لحلقة الميلاد الخاصة لسنة 2007، The Voyage of The Damned، ليعود كملحن للمسلسل سنة 2010.
كان المسؤول عن نسخة جديدة من الجينيريك، مما أدى إلى تلقيه بعض الإنتقادات من المشاهدين. سنة 2011، صنف الجنريك الرقم 228 لمسابقة إذاعة كلاسيكال FM
. تم بث نسخة 2012، في حلقة "رجل الثلج". تم إعادة تحديث الجينريك، لحلقة "ذكرى 50 عاماً"، في نونبر من العام 2013.
صنفت نسخ "جنريك مسلسل الدكتور هو"، على أنها من موسيقى البوب. في السنوات المبكرة للسبعينات، جون بيرتوي، الذي أدى دور الدكتور الثالث، أضاف الكلمات، لتصبح بعدها أغنية تحت عنوان: من هو الدكتور؟
ظهرت النغمة أيضا على أقراص CD، نغمة رنة الهاتف. قام المعجبون بإصدار روميكسات (بالإنجليزية: Remixes) للجينيريك. في يناير 2011، وضعت نسخة المانكيند يمكن تنزيلها من ألبوم Gallifrey And Beyond.

## تاريخ الشعار
في الأسفل مجموعة من شعارات الدكتور هو للمواسم الكلاسيكية ومواسم إعادة الإحياء.
قام الدكاترة باختيار الشعار المناسب، مثلاً رمز الألماس منذ 1973 إلى 1980، استخدم في آخر مواسم الدكتور الثالث.
استعمل الشعار الأصلى للدكتور الأول (وجزئياً في بعض مواسم الدكتور الثاني)، وعُدِّل ليستعمل في حلقة" ذكرى 50 عاماً"، في مواسم الدكتور الحادي عشر. الشعار المستعمل في فيلم دكتور هو، يشبه إلى حد ما شعار الدكتور الثالث، الذي استعمل بين 1973 و1980، لآخر موسم للدكتور الثالث، وأغلبية مواسم الدكتور الرابع. الشعار التالي كان مرتبطاً بالدكتور الخامس، استعمل للمواسم الأخيرة للدكتور الرابع. الشعار المستعمل للدكتور التاسع، تم تعديله ليستخدم مع مواسم الدكتور العاشر. الشعار المستعمل للدكتور الحادي عشر، الذي كان يحتوي على رمز للتارديس على شكل حرفي D وW، تم حذفه، حتى يستعمل في آخر مواسم الدكتور الحادي عشر و الثاني عشر.

1963–1967 (الدكتور الأول و الدكتور الثاني)
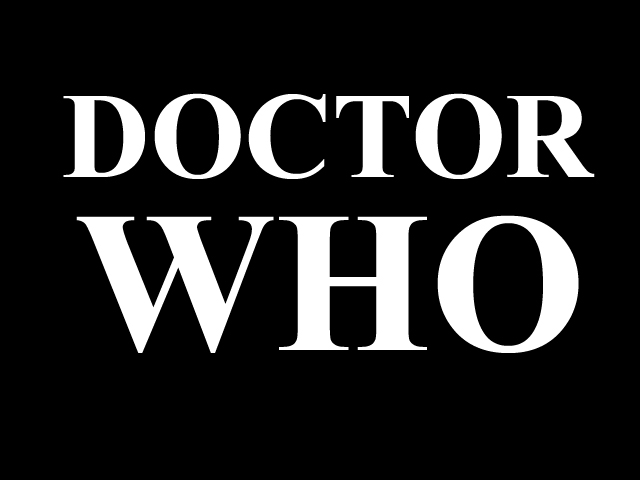
1967–1969 (الدكتور الثاني)

## المشاهدة

### المملكة المتحدة
أتبعت الحلقة الأولى من الدكتور هو بالحلقة الثانية في الأسبوع اللاحق. يبث الدكتور هو على قناة بي بي سي وان، بحيث يشاهده بضعة ملايين على أنه عرض عائلي. يعاد الدكتور هو على بي بي سي 3. ارتفعت شعبية المسلسل وانخفضت على مر العقود، مع ثلاث فترات من كثرة المتابعة.
أول هذه الفترات كانت "الداليكمانيا" (بالإنجليزية: Dalekmania) في الفترة (1964-1965) حيث أوصلت شعبية كائنات الداليك المسلسل إلى نسب مشاهدة تراوحت بين 9 و 14 مليون مشاهدة، بحيث لم تصل أية قصة هذا المستوى المرتفع من نسب المشاهدة.
الفترة الثانية كانت أواخر السبعينات، حيث أوصل توم بايكر نسب المشاهدة إلى 12 مليون مشاهدة. وصلت نسب المشاهدة في سنوات 1979، إلى 16 مليون مشاهدة. بعد الموسم 23، سنة 1985، توقف المسلسل عن البث لمدة 18 شهراً.
في أواخر التسعينات فقط استطاع المسلسل أن يرفع عدد مشاهديه من ثلاثة إلى خمسة ملايين مشاهد. بعد الحلقة الأولى إعادة الإحياء لسنة 2005، تمكنت البي بي سي من بلوغ 10 ملايين و810 ألف مشاهدة، أي ثالث أكبر نسبة للأسبوع على القناة، والسابعة بين كل القنوات ذاك اليوم.
الآن، يحقق مسلسل الدكتور هو، أكبر نسبة مشاهدة لأي مسلسل درامي على شاشة التلفزة.

### العالم

الدول التي قامت أو تقوم ببث حلقات الدكتور هو (تمت مزامنة الخريطة في أكتوبر 2014).

بُثّ الدكتور هو خارج المملكة المتحدة منذ 1964، أي بعد عامٍ من أول عرض للمسلسل.
منذ 1 يناير 2013، تبث المواسم الجديدة أسبوعياً في أكثر من 50 دولة.
دكتور هو واحد من أكثر 5 مسلسلات مشهِرَة للبي بي سي العالمية، سلاح البي بي سي التجاري.
وصرح جون سميث، أحد مسؤولي بي بي سي العالمية، أن مسلسل دكتور هو واحد من الإستثمارات العملاقة التي يمكن للبي بي سي العالمية الاستفادة منها.
أربع حلقات فقط من المسلسل ثم بثها لأول مرة في قنوات غير بي بي سي وان، ذكرى المسلسل العشرون سنة 1983، ثم عرض الحلقة الخاصة بالذكرى يومين قبل عرضها على بي بي سي وان، في قنوات عدة. قصة 1988، نميسيس الفضي، تم بث حلقاتها الثلاث في التلفزيون النيوزيلاندي، قبل قناة بي بي سي وان بأيام عدة. وأخيراً، الفيلم التلفزيوني للدكتور هو، تم عرضه على قناة CITV، إحدى قنوات التلفزيون الكندي، 15 يوماً ، وقناة فوكس، يومان قبل بثه على التلفزيون البريطاني.
في 2022 تم عقد اتفاق بين بي بي سي و ديزني لشراء حقوق دكتور هو من أجل بثها على منصة ديزني+ ابتداءا من الحلقات الخاصة بالسنوية الـ60 و الموسم الرابع عشر

#### أوقيانوسيا
كان نيوزيلاندا أول بلد يعرض الدكتور هو خارج المملكة المتحدة، بدايات سبتمبر عام 1964، وواصلت عرضه، بالإضافة إلى مواسم إعادة الإحياء منذ سنة 2005.
في أستراليا، أقبل مشاهدو قنوات ال(ABC) الأسترالية على مشاهدة المسلسل منذ يناير 1965. كانت الحلقة الأسبوعية تبث على قناة ABC 1، بينما كانت الإعادة على قناة ABC 2.

#### أمريكا الشمالية
إكتسب المسلسل شهرة في الولايات المتحدة، حيث تم بثه من سبعينات إلى تسعينات القرن العشرين. بدأت تي في أونتاريو عرض مسلسل الدكتور هو منذ 1976، مع حلقة "الدكاترة الثلاث" إلى الموسم 24 سنة 1991.
في كندا، كان كريستوفر إكسيليستون يصور فيديوهات تقديم خاصة. بدأ عرض الموسم الثالث من مواسم إعادة الإحياء، يوم 18 يونيو، متبوعاً بحلقة الميلاد الخاصة، في منتصف الليل. بدأت قناة الخيال العلمي يوم 6 من يوليو 2007، عارضة حلقة الميلاد الخاصة على الساعة 20:00، متبوعة بالحلقة الأولى.
تم عرض الموسم الرابع في الولايات المتحدة على قناة سي-في للخيال العلمي، منذ أبريل 2008. بدأ بالتلفزيون الكندي يوم 19 سبتمبر 2008، حيث لم تعرض الحلقة الخاصة "سفر إلى المجهول".

#### العالم العربي
تم بث حلقات الدكتور هو باللغة العربية على قناة تلفزيون ج، أسبوعياً، بحلقات من الموسم السادس والسابع والثامن.

#### باقي دول العالم
في أمريكا اللاتينية، الحلقات الأصلية المعروفة للدكتور هو (بالإسبانية: Doctor Misterio)، عرضت في فنزويلا منذ 1967، المكسيك (قناة 13) منذ 1968، والشيلي منذ 1969.
شعار خاص عُيِّن للبث في اليابان بالكتابة " ドクター・フー " وهي بالحروف اللاتينية ( Dokutā Fū) ولها نفس المعنى: الدكتور مَنْ "الدكتور هو".
يتم عرض المسلسل باليابان في أوقات متأخرة من الليل، مما يقلل عدد المشاهدين، فأغلبية المشاهدين اليابانيين لا يعتبرونه مسلسلاً عائلياً، على عكس الأوروبيين والأمريكيين.

## وصلات خارجية
- دكتور هو على موقع ميتاكريتيك (الإنجليزية)
- دكتور هو على موقع الموسوعة البريطانية (الإنجليزية)
- دكتور هو على موقع روتن توميتوز (الإنجليزية)
- دكتور هو على موقع نتفليكس (الإنجليزية)
- دكتور هو على موقع ميوزك برينز (الإنجليزية)
- دكتور هو على موقع ديسكوغز (الإنجليزية)
- دكتور هو على موقع أول موفي (الإنجليزية)
- دكتور هو على موقع كينوبويسك (الروسية)
- دكتور هو على موقع ألو سيني (الفرنسية)
- دكتور هو على موقع قاعدة بيانات الفيلم (الإنجليزية)
- الموقع الرسمي
- صفحة المسلسل على قناة تلفزيون ج (بالعربية)
- تمت ترجمة بعض الأقسام، من هذه المقالة على ويكيبيديا الإنجليزية[الإنجليزية]